# ستان كورنيليوس
ستان كورنيليوس (بالإنجليزية: Stan Cornelius)‏ هو مغني وسياسي أمريكي، ولد في 15 أكتوبر 1941 في بريميرتون في الولايات المتحدة، وتوفي في 29 ديسمبر 2005. حزبياً، نشط في الحزب الجمهوري. وقد انتخب عضو مجلس نواب ألاسكا.